# Ascoux

Ascoux este o comună în departamentul Loiret din centrul Franței. În 1 ianuarie 2022 avea o populație de 1.070 de locuitori.